# لاگ‌لاین
لاگ‌لاین یا خط ورود به برنامه (به انگلیسی: Log line) خلاصه‌ای (معمولاً یک جمله‌ای) از یک برنامه تلویزیونی، فیلم ، فیلم کوتاه یا کتابی است که چالش اصلی داستان را بیان می‌کند و اغلب هم خلاصه‌ای از پی‌رنگ داستان را ارائه می‌کند و به ما حسی از داستان می‌دهد. با این حال، لاگ‌لاین خلاصه‌ای مستقیم از کل برنامه  نیست. این موضوع در یک یا دو جمله به اصل موضوع برنامه می‌پردازد و موضوع برنامه را تعریف می‌کند و معنای بزرگ‌تری را نشان می‌دهد. به عبارتی «لاگ لاین خلاصه‌ای از تضاد اصلی داستان در یک جمله است. این بیان موضوع نیست، بلکه یک مقدمه است.» 
لاگ لاین به تولیدکنندگان محتوا کمک می‌کند تا به سادگی و به راحتی آثار خود را در یک جمله معرفی کنند. زیرا تاکید بر چیزی است که دارایی آن‌ها را منحصر به فرد نشان می‌دهد... لاگ لاین روشی مختصر برای تمرکز بر سه لنگر اصلی در اختیار سازنده محتوا قرار می‌دهد. از نوشته‌هایشان، «قهرمان داستان»، «خواسته‌های قهرمان داستان (هدف(ها) یا خواسته(ها))»، و «آنچه در خطر است (خطرات)» صحبت می‌کند. 

## مثال ها
بالاخره چارلی براون به یک مهمانی هالووین دعوت شد. اسنوپی با بارون سرخ را درگیر یک سگ جنگی می‌کند و لینوس صبورانه در قاچ کدو تنبل منتظر کدو تنبل بزرگ است.— Logline for It's the Great Pumpkin, Charlie Brown